# Gattaca
Gattaca is een Amerikaanse sciencefictionfilm uit 1997 onder regie van Andrew Niccol. De artdirection van de productie werd genomineerd voor een Oscar en een Satellite Award. De film zelf werd genomineerd voor de Hugo Award voor beste dramatische presentatie. Michael Nyman schreef de filmmuziek en werd hiervoor genomineerd voor een Golden Globe en een Saturn Award. 
Gattaca suggereert veel achtergrond met relatief weinig concreet in beeld gebracht spektakel. In een niet-complex verhaal ontwikkelt zich een hoogtechnologische thriller. "Er is geen gen voor de menselijke drijfveer" is het motto van Gattaca, een visie die in lome shots wordt uitgebeeld in een nabije toekomst die ondanks genetische perfectie ook een schaduwzijde heeft.
De film kwam in België uit op 27 mei 1998; in Nederland haalde hij de bioscoop niet en verscheen hij alleen op video/dvd.

## Verhaal
De maatschappij in Gattaca draait om DNA profiling. Vanaf je geboorte is er bekend wat je mogelijkheden zijn, of vooral wat niet. De hoofdpersoon Vincent (Hawke) is een ouderwetse liefdesbaby van ouders die dachten dat het wel los zou lopen en niet de optie voor genetische manipulatie gebruikten. Ondanks een schijnbaar goede gezondheid – op een oogafwijking na – is in zijn DNA een ernstige hartkwaal zichtbaar, waardoor zijn wensdroom buiten bereik ligt: een ruimteschip naar Saturnus besturen.
Via-via komt hij in contact met Jerome (Jude Law), een rijkeluiszoon wie alles meezat, inclusief goede genen, maar die bij een ongeluk een dwarslaesie opliep. Jerome zit in een rolstoel en is verbitterd geraakt. Hij verschaft Vincent zijn identiteit, waardoor hij kan worden toegelaten tot de astronautenopleiding van de Gattaca Corporation, en geeft Vincent lichaamsmaterialen (zoals haar en bloed) en een geluidsopname van zijn hartslag, benodigd om door alle tests heen te komen. Vincent worstelt zich met verbazingwekkend doorzettingsvermogen door het zware trainingsprogramma en houdt zijn dubbelspel vol, terwijl Jerome meer en meer afzakt in zwartgalligheid.
Als een paar dagen voor de lancering de missieleider vermoord wordt en men op de plaats des onheils een echte wimper van Vincent vindt, moet Vincent het kat-en-muisspel over zijn identiteit tot het uiterste doorvoeren.

## Rolverdeling
| Acteur          | Personage                  |
| --------------- | -------------------------- |
| Ethan Hawke     | Vincent Freeman            |
| Uma Thurman     | Irene Cassini              |
| Gore Vidal      | Director Josef             |
| Xander Berkeley | Dr. Lamar                  |
| Jayne Brook     | Marie Freeman              |
| Elias Koteas    | Antonio Freeman            |
| Maya Rudolph    | Verlossend verpleegkundige |
| Una Damon       | Hoofdverpleegkundige       |
| Blair Underwood | Geneticus                  |
| Ernest Borgnine | Caesar                     |
| Tony Shalhoub   | German                     |
| Jude Law        | Jerome Eugene Morrow       |
| Alan Arkin      | Detective Hugo             |

## Gattaca
De naam "Gattaca" wordt gevormd door de combinatie van de vier nucleotiden die gezamenlijk, als DNA, in staat zijn om genetische eigenschappen over te dragen:
- G = Guanine
- A = Adenine
- T = Thymine
- C = Cytosine